# Kantalampi
Kantalampi eller Särkijärvi (?) är en sjö i Finland. Den ligger i kommunen Rovaniemi i landskapet Lappland, i den norra delen av landet, 700 km norr om huvudstaden Helsingfors. Kantalampi ligger 204,6 meter över havet. Arean är 17,1 hektar och strandlinjen är 1,87 kilometer lång. Sjön  ingår i Kemi älvs huvudavrinningsområde. 